# 北助松站
北助松站（日语：／ Kita-sukematsu eki */?）是屬於南海電氣鐵道（南海電鐵）的鐵路車站，位於大阪府泉大津市。

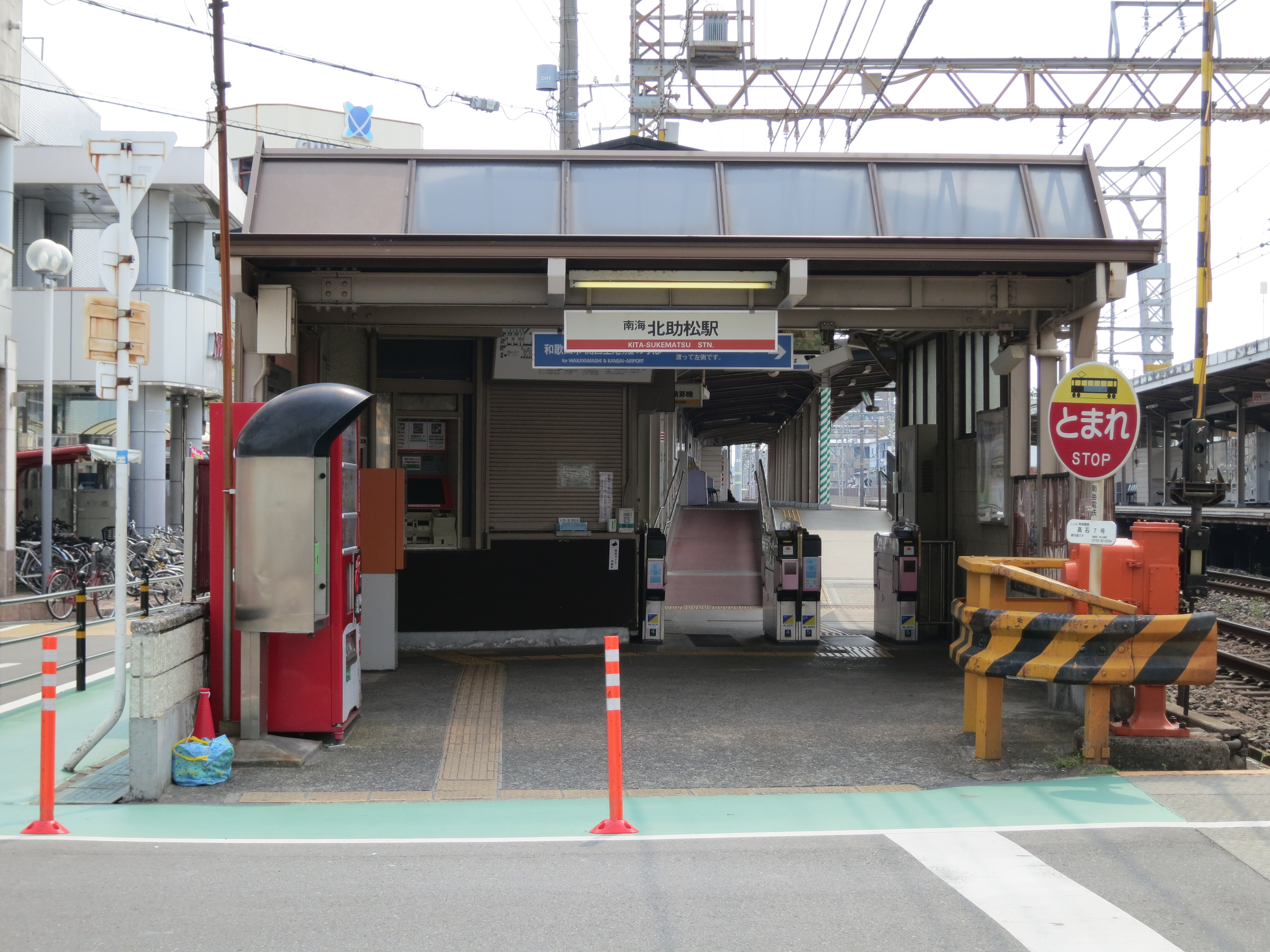
下行月台出入口(2019年4月)

## 歷史
- 1957年（昭和32年）12月28日 - 此站啟用。

## 車站構造
本站為對向式月台2面2線的地面車站。

### 月台配置
| 月台 | 路線   | 方向 | 目的地                              |
| ---- | ------ | ---- | ----------------------------------- |
| 1    | 南海線 | 下行 | 和歌山市方向 （機場線）關西機場方向 |
| 2    | 南海線 | 上行 | 難波方向                            |

## 相鄰車站
南海電氣鐵道
南海本線

■特急南方、■急行、■機場急行、■區間急行
通過
■準急（只限往難波運行）、■普通
高石（NK17）－北助松（NK18）－松之濱（NK19）

## 外部連結
- 北助松 - 南海電氣鐵道